# 朱燾
朱燾（？—？），號穀城，浙江寧波府鄞縣人，明朝政治人物。

## 生平
萬曆十年（1582年）壬午科浙江鄉試舉人。萬曆二十年（1592年），登壬辰科第三甲第一百十二名進士，刑部觀政，二十三年授中書舍人，丁憂。二十八年選道，丁憂卒。

## 家族
曾祖朱采；祖父朱源；父朱應桂，照磨。